# Charlotte Greenwood
Charlotte Greenwood (ur. 25 czerwca 1890, zm. 28 grudnia 1977) – amerykańska tancerka i aktorka.

## Filmografia
- 1928: Baby Mine jako Emma
- 1931: Salonik, sypialnia i kąpiel jako Polly Hathaway
- 1940: Down Argentine Way jako Binnie Crawford
- 1944: Home in Indiana jako Penny Bolt
- 1950: Peggy jako Pani Emelia Fielding
- 1955: Oklahoma! jako Ciotka Eller Murphy
- 1956: Płeć przeciwna jako Lucy

## Wyróżnienia
Posiada swoją gwiazdę na Hollywoodzkiej Alei Gwiazd.